# Columbine (album)
Columbine er debutalbummet fra den danske sanger Aura, udsendt i 2008. Albummet blev et stort gennembrud for hende, idet den nåede tredjeplads på den danske hitliste og solgte til guldplade i Danmark. Da den knap to år senere blev udsendt i Tyskland, blev den også et pænt hit der, især båret af singlen "I Will Love You Monday (365)" fra albummet, der nåede førstepladsen på singlehitlisten. Albummet har endvidere haft pæn succes i Østrig, Schweiz og Grækenland.
Alle sangene på albummet er skrevet af Aura. Albummet er produceret af Kenneth Bager og er kommet i flere versioner.

## Spor

### Den oprindelige version
1. "Glass Bone Crash"
2. "Little Louie"
3. "Something from Nothing"
4. "Picture of the Moon"
5. "You Are the Reason"
6. "Song for Sophie"
7. "I Will Love You Monday"
8. "Clean Hands"
9. "Are You for Sale"
10. "Anthony"

### Den udvidede 2-cd-version
Albummet består af den oprindelige cd samt en cd med følgende numre:
1. "Stay the Same"
2. "Lulla Goodbye"
3. "Song for Sophie" (akustisk version)
4. "Song for Sophie" (Jazzbox remix)
5. "I Will Love You Monday" (Fagget Fairy's remix)
6. "Something from Nothing" (Jazzbox remix)
7. "You Are the Reason" (DJ Disse remix)
8. "I Will Love You Monday" (Jazzbox remix)
9. "Are You for Sale" (Lulu Rouge remix)
10. "I Will Love You Monday" (Peter Visti remix)

### Den tyske version
1. "Glass Bone Crash"
2. "Little Louie"
3. "Something from Nothing"
4. "Stay the Same"
5. "Picture of the Moon"
6. "You Are the Reason"
7. "Song for Sophie (I Hope She Flies)"
8. "I Will Love You Monday (365)"
9. "Clean Hands"
10. "Are You for Sale"
11. "Anthony"
12. "Lulla Goodbye"